# فرانسيس إيفنز
فرانسيس إيفنز (بالإنجليزية: Mary Hannah Frances Ivens)‏ هي خريجة الكلية الملكية في طب النساء والتوليد، الحائزة على رتبة فائقة الامتياز ضمن الإمبراطورية البريطانية.
ماري هانا فرانسيس إيفنز (1870- 6 فبراير 1944) خريجة الكلية الملكية في طب النساء والتوليد، الحائزة على رتبة فائقة الامتياز ضمن الإمبراطورية البريطانية، كانت طبيبة توليد وأمراض نساء، وأول امرأة تعيّن بمنصب مستشار في مستشفى في ليفربول. خلال الحرب العالمية الأولى، كانت مديرة الخدمات الطبية في مستشفى النساء الإسكتلندي رويمونت، شمال شرق باريس. لقاء خدماتها للقوات الفرنسية، حصلت على صليب الأسد الفخري وصليب الحرب (Légion d'honneur، Croix de Guerre).

## النشأة والتعليم
ولدت إيفنز في ليتل هاربر، قرب روغبي، وارويكشاير عام 1870، وكانت الطفل الخامس لإليزابيث (تولد اشمول) (1840-1880) وزوجها، وليم إيفنز (1830-1905) المزارع وتاجر الأخشاب. دخلت كلية لندن للطب الخاصة بالنساء عام 1894 بعمر 24، وقامت بدراساتها السريرية في مستشفى رويال فري، وحصلت على الميدالية الذهبية في طب التوليد وعلى تكريم في الطب الشرعي عام 1900. وفي عام 1902، حصلت على شهادتها في الطب والجراحة بدرجة امتياز، وعلى شهادة الماجستير عام 1903 في الجراحة. وقد تابعت اكتساب خبرة ما بعد الدراسات العليا في طب التوليد والنسائية في دبلن وفيينا، تليها خبرة جراحية دامت سبع سنوات في لندن في مستشفى رويال فري، ومستشفى إليزابيث غاريت أندرسون (المستشفى الجديد للنساء) في لندن، ومستشفى كانينغ تاون ميشين للنساء شرق لندن.

## ليفربول (1907-1914)
في عام 1907، عينت كجراحة نسائية في وحدة جديدة في مستشفى ليفربول ستانلي، وكانت أول امرأة تعيّن في منصب فخري في مستشفيات ليفربول. كانت الأسرة قد منحت بشرط أن تكون تحت رعاية طبيبة ممارسة. وفي هذا المكان، أسست قسماً كبيراً خارجياً للأمراض النسائية. وعينت لاحقاً جراحةً فخرية في مستشفى ليفربول السامري. ناضلت في ليفربول لتمكين عدد أكبر النساء من الحصول على مناصب في المستشفيات، وأصبحت عضواً قيادياً في مجتمع النساء الطبي لشمالي إنكلترا. كانت ناشطة في حركة المطالبة بحق التصويت للمرأة وكانت رئيسة فرع جمعية حق المرأة بالتصويت المحافظة والنقابية في ليفربول.

## جراحة في رويمونت
في كانون الأول 1914، تطوعت للخدمة في فرنسا كرئيسةً لوحدة في مستشفى النساء الإسكتلندي، الذي أُسس في دير رويمونت (Royaumont) من قبل الصليب الأحمر الفرنسي. قبل الحرب، كانت ممارستها للمهنة تقتصر على النساء والأطفال، فلم تكن تعالج الرجال. ولم تكن لديها أية خبرة في علاج جرحى الحرب، لكنها قرأت بشكل موسع عن الموضوع، كما اتضح من الكتب التي تبرعت بها لاحقاً لمعهد ليفربول الطبي. عالج المستشفى الجرحى الفرنسيين من الجبهة الغربية، وقدر الجيش الفرنسي قيادتها الممتازة وعمل الوحدة. بدأ العدد بمئة سرير ومع نهاية النزاع ارتفع هذا العدد إلى 600، واستمرت بالعمل ككبيرة للأطباء حتى شباط 1919، أخذت خلالها إجازة واحدة فقط في انكلترا، والتي قضت معظمها في إلقاء المحاضرات لجمع الأموال لصالح المستشفى. في عام 1917 افتُتح مستشفى آخر في فيلر كوتوري (Villers-Cotterêts)، أكثر قرباً للجبهة الغربية. وقد أجرت العمليات الجراحية هناك تحت نيران القذائف أثناء التقدم الألماني في آذار عام 1918، حتى أجبروا على الإخلاء مرة أخرى إلى رويمونت (Royaumont).
على مدار الحرب عالجت إيفنز وفريقها أكثر من 10861 جريحاً من بينهم 8752 جندياً، أغلب الجراحات قامت بها إيفنز ونائبتها روث نيكولسن. معدل الوفيات كان منخفضاً بشكل ملحوظ نحو 1.82% تجاه المستشفيات العسكرية المشابهة. ابتكر أطباء رويمونت أسلوباً جديداً لعلاج الغرغرينا الغازية باستخدام الأشعة السينية وعلم البكتريا للتشخيص، يلي ذلك عمل جراحي دقيق للنسيج المصاب، نشرت عن ذلك في الأدبيات الطبية. كما كانوا قادرين أيضاً على استخدام مضادات التسمم المقدمة من معهد باستور (Pasteur Institute) في باريس. تم تفتيش المستشفى واعتمادها من قبل العديد من القادة والمسؤولين الحكوميين الفرنسيين، وكانت سمعتها ترجع إلى حد كبير لقيادة فرانسيس إيفنز.

## المهنة ما بعد الحرب
بعد الحرب عادت إيفنز إلى مستشفى ليفربول، شاركت عن قرب في إعادة بناء مستشفى التوليد، بالإضافة لتشكيل رابطة سيدات ليفربول، وكانت أيضاً قيادية في تأسيس مستشفى كرفتون النقاهي للنساء.
خلال هذه الفترة نشطت إيفنز في الترويج لقضية المرأة في الطب، وانتُخبت رئيسة للاتحاد النسائي الطبي من 1924 إلى 1926. بعد بضع سنوات كانت أول امرأة تُنتخب نائبة رئيس لمعهد ليفربول الطبي عام 1929 وأصبحت زميلًا مؤسساً للكلية الملكية لأطباء النسائية والتوليد في نفس العام.
في سن الستين تزوجت من تشارلز نولز الذي كان أرملًا وقد عرفته من أيام الدراسة، انتقلا إلى لندن حيث واصلت ممارسة عملها بصفتها مستشارة حتى تقاعدت هي وزوجها وانتقلا إلى ترورو في كورنوال. خلفتها في منصبها في مستشفى ليفربول روث نيكولسن والتي كانت مساعدةً لها في رويمونت.
مع اندلاع الحرب العالمية الثانية عام 1939 عملت كمفتش طبي للصليب الأحمر في كورنوال. كما لعبت دوراً رائداً في أنشطة جمعية رويمونت وفيلر كوتوري (Villers-Cotterêts)، كما كانت رئيسة لجنة كورنوال لأصدقاء المقاتلين الفرنسيين.

## السنوات اللاحقة والوفاة
لكونها تتحدث الفرنسية بطلاقة، قامت بزيارات منتظمة إلى فرنسا لزيارة مرضاها السابقين، كما أن الكثير من المرضى الذين عالجتهم في رويمونت كانوا يكتبون لها بانتظام. بقيت على اتصال بطاقم فريقها السابق وكانوا يلتقون بشكل سنوي في عشاء لجمعية رويمونت.
توفيت في السادس من شباط عام 1944 بعمر 74 في كيلاجوردن، سانت كليمنت، كورنوال.

## الجوائز والتقديرات
تقديراً لخدماتها في رويمونت قلدها الرئيس الفرنسي صليب الأسد الفخري (Légion d'honneur)، وفي ديسمبر عام 1918 سُلمت صليب الحرب (Croix de Guerre) بيدها، مع الاقتباس: «بعد أن تكفلت نهاراً وليلاً بعلاج الجرحى الفرنسيين والحلفاء، خلال القصف المتكرر لفيلر كوتوري (Villers-Cotterêts) في مايو عام 1918، مع اقتراب العدو وفي اللحظة الأخيرة سحبت وحدتها وعادت إلى دير رويمونت، حيث واصلت مزاولة مهنتها بتفانٍ مطلق».
وحصلت أيضاً على ميدالية الشرف (Médaille d'honneur des épidémies)، وانتخبت عام 1926 نائبة لرئيس معهد ليفربول الطبي، كما منحتها جامعة ليفربول الدكتوراه الفخرية في الجراحة، وفي نفس العام 1926 حصلت على رتبة فائقة الامتياز ضمن الإمبراطورية البريطانية.